# Trofeo Teide 1993
El Trofeo Teide 1993 fue la 23ª versión del torneo amistoso Trofeo Teide, que se celebra en el Valle de La Orotava, en la isla de Tenerife (Canarias, España). Participaron el club organizador CD Tenerife y Universidad Católica de Chile.
Ambos equipos ya se habían enfrentado en la edición anterior del torneo, con triunfo 3-2 de los locales. El campeón del Trofeo Teide 1984 fue Universidad Católica, que derrotó 4-1 a CD Tenerife.

## Resultado
| Equipo local | Equipo visitante     | Marcador |
| ------------ | -------------------- | -------- |
| CD Tenerife  | Universidad Católica | 1-4      |

## Detalle
| 13 de agosto de 1993 | CD Tenerife | 1:4 (1:1) | Universidad Católica                             | Heliodoro Rodríguez López, Tenerife |                         |
|                      | Pinilla 15' |           | Barrera 40' · Lunari 74' · Muñoz 86' · Tudor 87' | Árbitro(s): Brito Arceo             | Árbitro(s): Brito Arceo |

| Chile                        |
| Campeón Universidad Católica |